# Zielony Balonik
Zielony Balonik – pierwszy polski kabaret literacki, założony przez krakowskich poetów, pisarzy i plastyków w cukierni Apolinarego J. Michalika (zwanej Jamą Michalikową) w październiku 1905 roku, działający do 1912 roku (sporadycznie wystawiano przedstawienia do 1915 roku).

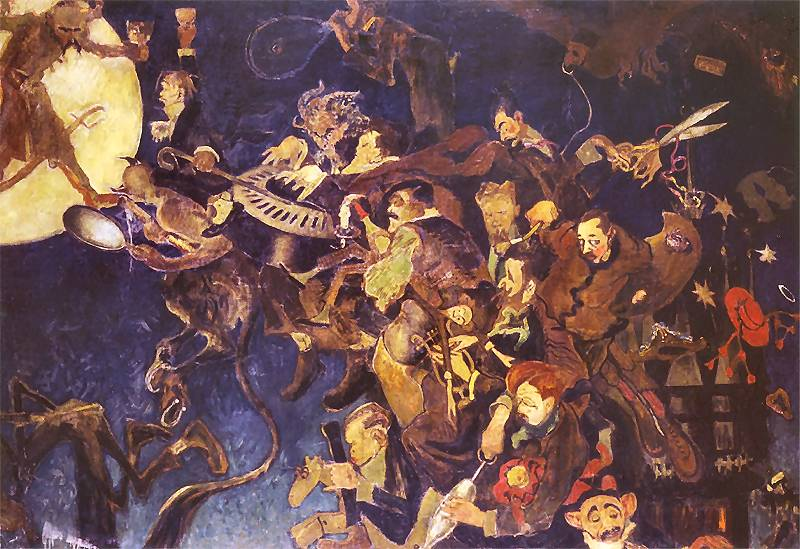
Kazimierz Sichulski, Kabaret Zielonego Balonika, 1908

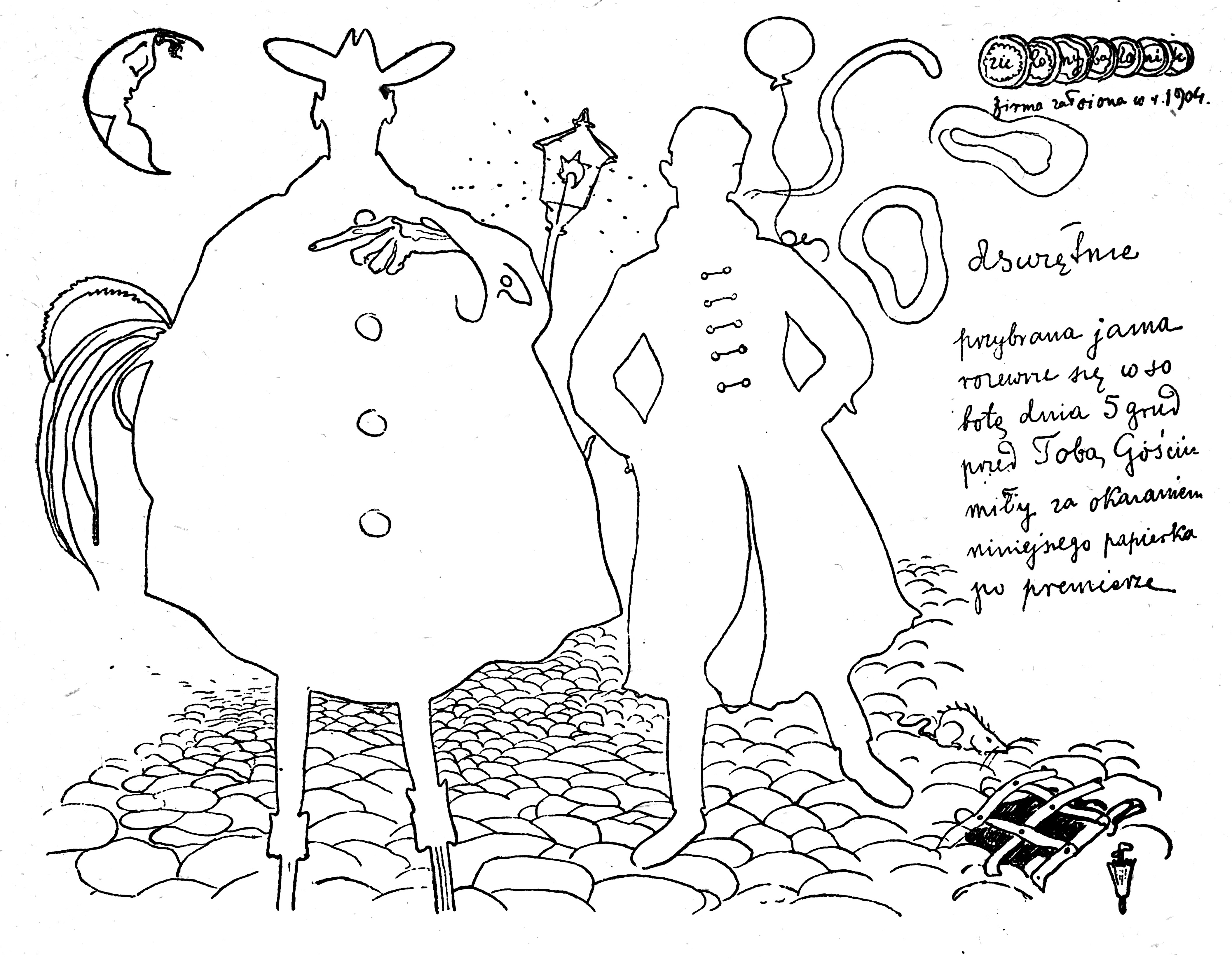
Zaproszenie do Zielonego Balonika (rys. Kazimierza Sichulskiego)

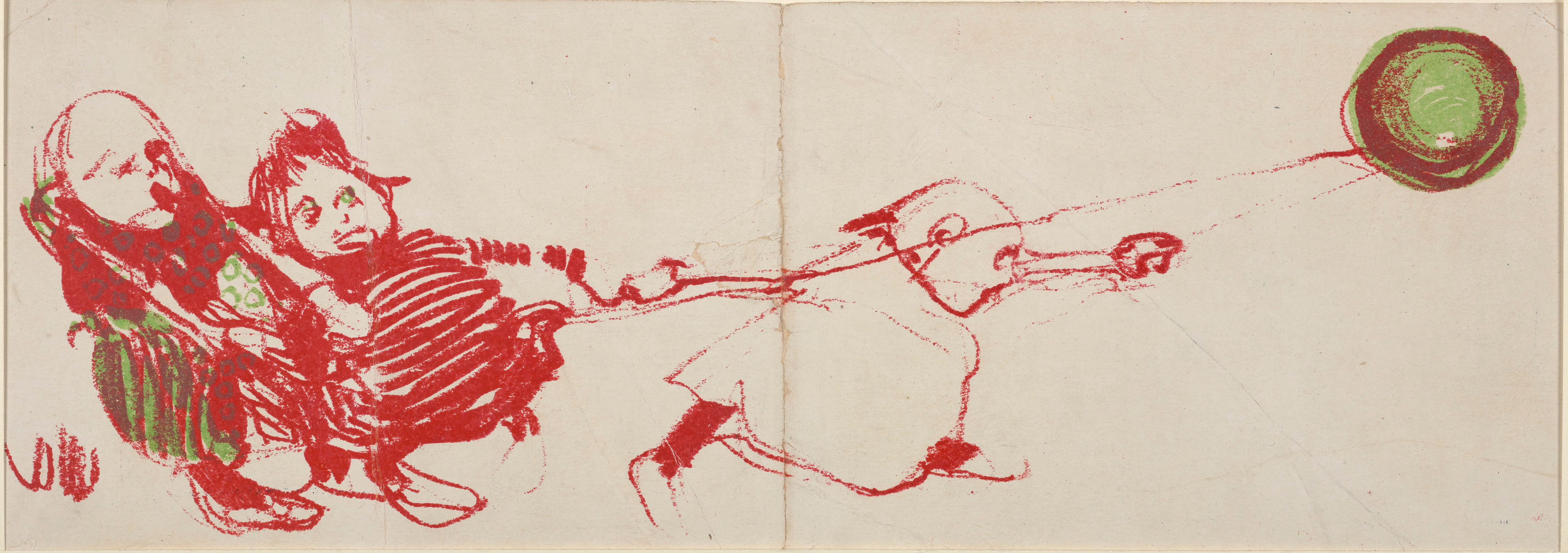
Zaproszenie do Zielonego Balonika (autor: W. Wojtkiewicz)

## Historia
Wokół powstania pierwszego polskiego kabaretu literackiego narosło wiele legend i mitów. Według Adama Grzymały-Siedleckiego pomysłodawcami byli Edward Żeleński (brat Boya), Stanisław Kuczborski i Jan August Kisielewski. Według Boya-Żeleńskiego pierwszą osobą, która zainicjowała kabaret, był Kisielewski. Sam Boy nie brał udziału w stworzeniu kabaretu – dołączył do zespołu dopiero później. W świetle problemu z ustaleniem inicjatora (lub inicjatorów) Zielonego Balonika najbardziej prawdopodobna wydaje się teza Tomasza Weissa, zgodnie z którą pomysł zorganizowania kabaretu literackiego zaprzątał przez dłuższy czas myśli wielu osób – głównie malarzy i plastyków, ale także ludzi niezwiązanych ze środowiskiem artystycznym (Edward Żeleński, Tadeusz Michał Zakrzewski, Leopold Starzewski).
Otwarcie Zielonego Balonika nastąpiło w dniu 7 października 1905 roku. Jako kabaret artystów był on instytucją o charakterze elitarnym. Od pierwszego spotkania w cukierni Michalika przy ulicy Floriańskiej dbano pieczołowicie, aby Zielony Balonik nie był dostępny dla wszystkich. Taką elitarność zapewniały zaproszenia. Jeśli gość nie wykazywał zachwytu w trakcie kabaretowego spotkania – nie zapraszano go już więcej. Wskutek tych zabiegów bywalcy Zielonego Balonika stanowili elitarną, niewielką, zamkniętą grupę o niezmieniającym się składzie. Jednak elitarność niosła ze sobą zagrożenie: mogła doprowadzić do wyczerpania się tematów na piosenki i teksty. I tak też się stało. Cytowany przez Weissa Sierosławski stwierdza, że z biegiem czasu zaczęło Zielonemu Balonikowi brakować humoru. Powodami tego stanu rzeczy były także pogarszające się warunki życia oraz niechęć bywalców Jamy Michalika do poruszania w swojej satyrze problematyki politycznej (jest to jedna z cech odróżniających Zielony Balonik od większości kabaretów francuskich czy niemieckich). Przypuszcza się dzisiaj, że chciano uniknąć w ten sposób interwencji cenzury prewencyjnej w spotkania, ponieważ wszystkie imprezy publiczne w tamtym czasie podlegały kontroli.

## Charakterystyka
Jedną z cech Zielonego Balonika, oprócz elitarności, jest także brak narzuconego, ułożonego wcześniej programu. Zasada głosiła, że każdy miał prawo (w pewnym sensie nawet obowiązek) wystąpić ze swoim tekstem lub piosenką przed publicznością (musiał się jednak liczyć z tym, że może zostać wygwizdany). Dopiero z czasem spotkania w Jamie Michalika zostały oparte na szczegółowo opracowanym repertuarze, wykonywanym przez osoby, które wcześniej sprawdziły się w takiej roli na scenie. Oczywiście do końca istnienia kabaretu można było zaprezentować w nim spontanicznie własną twórczość, o ile zostało się zaproszonym.
Specyfiką spotkań kabaretowych Zielonego Balonika było połączenie słowa i rysunku – wiele programów konstruowano, kojarząc świadomie prezentację satyrycznych grafik i pisanych do nich tekstów. Rysunki powstawały w pierwszej kolejności, a teksty były nimi inspirowane, stanowiąc słowny komentarz. Grafiki tworzone były w większości przez karykaturzystów współpracujących z czasopismem „Liberum Veto”. Rysunki te służyły również do zdobienia ścian lokalu. Główny litograf tego grona, Aureliusz „Zenon” Pruszyński, wydał w 1930 r. broszurę-przewodnik po Jamie pt. Jama Michalika. Lokal Zielonego Balonika. Publikacja zawiera inwentarz lokalu wraz z informacjami dotyczącymi sensu i genezy większości obrazów i rysunków.
Grafiki, oprócz dekorowania sali, pojawiały się także na zaproszeniach Zielonego Balonika. Zazwyczaj miały charakter satyryczny, a ich motywem przewodnim były humorystyczne portrety. Zdarzały się także scenki z udziałem przedstawicieli kabaretowego grona oraz jego sympatyków w różnych sytuacjach. Rzadsze były rysunki o charakterze neutralnym, niezawierające aluzji. Rysunkowi zawsze towarzyszył tekst, który przeważnie w dowcipny sposób zapraszał na spotkanie.
W Zielonym Baloniku funkcję konferansjera pełnił m.in. Jan August Kisielewski, który każdemu przybyłemu na spotkanie gościowi wygłaszał obraźliwą mowę powitalną (na wzór Aristide Bruanta z paryskiego kabaretu Le Mirliton).
Twórcy Zielonego Balonika (przede wszystkim Boy-Żeleński i Nowaczyński) programowo wyśmiewali konserwatywny establishment Krakowa (głównie środowisko skupione wokół rektora Uniwersytetu Jagiellońskiego Stanisława Tarnowskiego) oraz „koturnowość” literatury Młodej Polski, podważali neoromantyczną rolę artysty jako kapłana sztuki, przeciwstawiając temu modelowi tradycję artysty-błazna, wesołka i prześmiewcy – Sowizdrzała. Z perspektywy współczesnej widoczny jest również ich racjonalizm i liberalizm. Przygotowywali tym samym grunt pod literaturę dwudziestolecia międzywojennego, w swojej początkowej fazie wolnej od społecznych i metafizycznych powinności.

### Szopka satyryczna
W Zielonym Baloniku wystawiono także pięć noworocznych szopek satyrycznych (w latach 1906, 1907, 1908, 1911 i 1912) pod nazwą Szopka krakowska. Z trzech pierwszych zachowały się tylko fragmenty, teksty szopek z lat 1911 i 1912 zostały w całości opublikowane drukiem. Problematyka w nich podejmowana jest już dzisiaj nieczytelna, dotyczy np. spraw środowiska malarskiego i literackiego, projektu Jana Styki wymalowania panoramy na Barbakanie, rozdania nagród Barczewskiego za osiągnięcia artystyczne itd. Niezmiennie nie poruszano problemów politycznych.

## Popularność
Mimo ataków krytyki na łamach prasy (zgorszenie, unikanie konfrontacji z zaborcą w repertuarze, autocenzura) popularność Zielonego Balonika była ogromna – odczuwano bowiem wielką potrzebę tego typu rozrywki. Dowodzi tego masowe zakładanie nowych kabaretów: Figlików (Kraków) czy kabaretu Momus (Warszawa, 1909 r.), których inicjatorem był Arnold Szyfman, a także setek innych kabaretów zakładanych na prowincji, które jednak niewiele miały wspólnego z ideą Zielonego Balonika. Zjawisko to jest łudząco podobne do mody na kabarety we Francji po sukcesie paryskiego Chat Noir. I tam, i na ziemiach polskich wszystkie naśladownicze instytucje nie prezentowały swoim programem wysokiego poziomu, a ich komercyjny charakter był sprzeczny z intencjami założycieli Zielonego Balonika.
Swój stosunek do tego zjawiska Boy-Żeleński wyraził m.in. w satyrycznej piosence z Szopki krakowskiej pt. Tryumfy polskiego kabaretu:
Opiewa dziś rytmicznie
Kabaret w Jaśle,
Że sznycle u poborców
Nie są na maśle;
Kabaret w Sędziszowie
Z estrady ci opowie,
Co z młodszym sędzią czyni
Pani radczyni. (...)
a także w swoim odautorskim przypisie do tego tekstu:

(...) Ewangelia Zielonego Balonika obiegła cały kraj; wszędzie rozpleniły się kabarety: od stowarzyszeń robotniczych do artystycznych salonów, od stolic aż do głębokiej prowincji, gdzie zwykle kończyły się kwasami, ponieważ poruszały, nie zawsze dyskretnie, prywatne sprawy znanych figur w miasteczku. (...)

## Skład osobowy kabaretu
W środowisku Zielonego Balonika czynny udział brali m.in.:
- Konferansjerzy: Jan August Kisielewski, Stanisław Sierosławski.
- Autorzy tekstów: Witold Noskowski, Tadeusz Michał Zakrzewski, Tadeusz Boy-Żeleński (od roku 1906), Adolf Nowaczyński, Edward Leszczyński, Leon Schiller, Juliusz Osterwa, Józef Albin Herbaczewski.
- Oprawa plastyczna: Witold Wojtkiewicz, Kazimierz Sichulski, Karol Frycz, Henryk Szczygliński, Alfons Karpiński, Stanisław Kamocki, Stanisław Kuczborski, Stefan Filipkiewicz, Henryk Uziembło, Fryderyk Pautsch, Tadeusz Rychter, Ludwik Puget, Ignacy Blaschke.